# 丰特佩莱奥
丰特佩莱奥，是西班牙卡斯蒂利亚-莱昂塞戈维亚省的一个市镇。 总面积31平方公里，总人口954人（2001年），人口密度31人/平方公里。